# Anna Helleberg
Anna Helleberg, född 6 februari 1874 i Holmsund, död 15 december 1964 i Stockholm, var en svensk målare och tecknare.
Hon var dotter till bruksförvaltaren Bernhard Helleberg och Amanda Catharina Edling. Helleberg var som konstnär autodidakt med en längre studieresa till Italien. Hon utförde ett känsligt måleri i flera olika inriktningar. Hon medverkade i ett flertal samlingsutställningar bland annat med Föreningen Svenska Konstnärinnor samt i gruppen Fem målarinnor. Hennes konst består av interiörer, stilleben, porträtt och landskapsskildringar.